# Gonomyia reducta
Gonomyia reducta är en tvåvingeart som beskrevs av Bangerter 1947. Gonomyia reducta ingår i släktet Gonomyia och familjen småharkrankar.
Artens utbredningsområde är Schweiz. Inga underarter finns listade i Catalogue of Life.